# Zarià (Sverdlovsk)
|  | Per a altres significats, vegeu «Zarià». |

Zarià (en rus: Заря) és un poble (un possiólok) de l'óblast de Sverdlovsk, a Rússia, segons el cens del 2010 tenia 979 habitants.